# ویشنفکا (سرزمین آلتای)
ویشنفکا (به لاتین: Vishnevka) یک منطقهٔ مسکونی در روسیه است که در سرزمین آلتای واقع شده‌است.